# Hans Gollnick
Hans Gollnick, nemški general, * 22. maj 1892, † 15. februar 1970.